# 大同機械企業
大同機械企業有限公司 (英語：Cosmos Machinery Enterprises Limited，港交所：0118) ，是在1958年由商人鄧焜先生創立，現時主席為鄧燾。主要業務包括機械製造、塑料加工及製品、銷售機械和工業用之消耗品等。其中廣東業務比重最多，其次遼寧省、安徽省等地區，辦事處位於九龍長沙灣長裕街10號億京廣場2期10樓。
其股份自1988年在香港交易所主板上市。另外華潤集團也是其中當時股東之一。

## 連結
- 大同機械企業有限公司 （页面存档备份，存于）